# Øksfjorden (Loppa)
70°14′8.8152″N 22°18′8.0856″Ø / 70.235782000°N 22.302246000°Ø
 For alternative betydninger, se Øksfjorden. (Se også artikler, som begynder med Øksfjorden)
Øksfjorden (nordsamisk Akšovuotna) er en fjord i Loppa kommune i Troms og Finnmark fylke i Norge. Fjorden er 23 km lang, og  har indløb mellem Øksfjordklubben i vest og Ystnesholmen i øst, og går først mod syd, derefter mod øst til Øksfjordbotn.
Byen Øksfjord ligger på østsiden lige indenfor mundingen. Herfra går der færge over fjorden til Sirineset på den  anden side. Der går også færge ud af fjorden og videre til Bergsfjord og Hasvik. Ved Sirineset går også den lille fjordarm Tverrfjorden mod vest.
Den yderste halvdel af Øksfjorden går mod syd, men efter at have passeret Arnnes og Bardineset svinger den halvfems grader østover. Her går Øksfjordtunnelen langs nordsiden af fjorden. Inderst i fjorden ligger Øksfjordbotn. Riksvei 882 går langs nord- og østsiden af fjorden ud til Øksfjord. Videre derfra  går Fv73, mens Fv77 går  langs vestsiden fra Sirineset. 